# あさ採りワイド秋田便
『あさ採りワイド 秋田便』（あさどりワイド あきたびん）は、秋田放送ラジオ（ABSラジオ）で放送されている朝のワイド番組。放送時間は月曜日 - 金曜日 7:30 - 10:50（過去には7:45 - 11:00、6:53 - 11:00、7:30 - 11:00の時期があった）。

## 放送内容
1996年10月7日に、これまでの『ABSおはようワイド』と『ABSサンサンモーニング』の枠を統合し3時間超えの超大型ワイド番組としてスタート。ニュース・天気予報・交通情報といった朝の最新情報、様々なコーナー、リスナーから寄せられたメッセージなどで構成される朝の自社制作生放送。
TBSラジオからのネット受け番組『話題のアンテナ 日本全国8時です』、文化放送からのネット受け番組『武田鉄矢・今朝の三枚おろし』『氷川きよし 限界突破RADIO』、企画ネット番組『歌のない歌謡曲』、ラジオショッピング番組『ジャパネットたかたラジオショッピング』、自社の箱番組『賀内隆弘の名曲がいっぱい』などを内包している。
番組独自のコーナーとしては、現在「あさ採り星占い」という星座による今日の運勢を占うコーナーや、｢ペット情報｣という行方不明になったペットの情報等を伝えるコーナーなどが放送されている。JARTIC秋田センターが発信する交通情報は番組内で2回放送される。天気情報は日本気象協会東北支局から生電話で解説されている。ニュースは基本的にさきがけニュース。また、開始一番と二番目のニュースは担当パーソナリティが読めため、秋田放送アナでない元パーソナリティの鶴岡慶子も担当した。
掛かる音楽は月曜日は最新曲、火曜は放送日当日が誕生日の歌手の楽曲、水曜日はリクエストを受け付けていて、木曜は1970-1990年代の女性の名曲、金曜日は独自の企画が多い。
一度番組を離れ、2022年度から木曜に復帰した賀内は放送初期から担当していることから、"ミスターあさ採り"と呼ばれている。
2019年10月7日に放送開始24年目に突入し、2019年10月28日で放送6000回に到達した。　なお、中通社屋になってから年末年始（概ね12月28日-1月3日）は休止し、在京キー局や番組制作会社の販売用番組、自社制作の朗読・音楽の特番などが編成されている。

## タイムテーブル
| 放送時間 | コーナー名                                                             |
| -------- | ---------------------------------------------------------------------- |
| 7:30     | オープニング                                                           |
| 7:32     | さきがけニュース （パーソナリティが読む）                              |
| 7:38     | 交通情報                                                               |
| 7:45     | ミュージックトピックス                                                 |
| 8:00     | 話題のアンテナ 日本全国8時です（TBSラジオ）                            |
| 8:17     | 交通情報                                                               |
| 8:22     | 天気情報                                                               |
| 8:24     | さきがけニュース（パーソナリティが読む）                               |
| 8:33     | 武田鉄矢・今朝の三枚おろし（文化放送）                                 |
| 8:43     | （水曜･金曜）賀内隆弘の「名曲がいっぱい」、ほかの曜日は1曲目かおしらせ |
| 8:54     | さきがけニュース                                                       |
| 9:30     |                                                                        |
| 9:40     | (第2・第4週 水)ハタハタボイスメール                                    |
| 9:40     | (第2・第4週 金)マキコとハチゴローの「あま～い、はなし」                |
| 9:55     | さきがけニュース                                                       |
| 10:09    | ペット情報                                                             |
| 10:12    | ジャパネットたかたラジオショッピング                                   |
| 10:25    | 天気情報                                                               |
| 10:30    | （第1・第3週 月）あきべん くらしの法律ナビ                             |
| 10:30    | (第2・第4週 月) 新鮮あさ採りガイド                                     |
| 10:30    | （火曜) 秋田市今週のいちネタ                                           |
| 10:30    | （水曜) すったげセブン-イレブン！                                      |
| 10:30    | (木曜) あいば歯科のインプラント物語                                    |
| 10:30    | （金曜）花徳「記念日に花束を」                                         |
| 10:47    | エンディング                                                           |

## 過去のコーナー
- JFマリンバンク海の天気予報（企画ネット番組、2019年3月29日終了）
- 歌のない歌謡曲（企画ネット番組、2023年9月29日終了）

## パーソナリティ

### 2025年3月31日 -
- 賀内隆弘（月曜日）
- 酒井茉耶（火曜日）
- 関向良子（水曜日）
- 鴨下望美（木曜日）
- 田村修（金曜日）

### 2024年4月 - 2025年3月28日
- 酒井茉耶（月・火曜日）
- 賀内隆弘（水・木曜日）
- 井関裕貴（金曜日）

### 2022年3月28日 - 2024年3月
- 月曜・金曜 田村陽子
- 火曜 酒井茉耶
- 水曜 柳本雪絵
- 木曜 賀内隆弘

### 2019年4月1日 - 2022年3月25日
- 月曜・金曜 田村陽子
- 火曜 酒井茉耶
- 水曜 柳本雪絵
- 木曜 鶴岡慶子

### 2018年4月2日 - 2019年3月
- 月曜 田村陽子
- 火曜 酒井茉耶
- 水曜 賀内隆弘
- 木曜 鶴岡慶子
- 金曜 井関裕貴

### 2017年6月5日 -2018年3月30日
- 月曜 田村陽子
- 火曜 酒井茉耶
- 水曜 賀内隆弘
- 木曜 鶴岡慶子
- 金曜 八重樫葵

### 歴代パーソナリティ
- 菅原真寿美、丹内モモコ、柴田治彦、山後美奈子、上野泰夫、長谷川真弓、和田順子、渡辺悦智子、菅原実、茜谷幸子、田村陽子、工藤牧子、幸坂理加、廣田裕司、清家康広、吉村優

## その他
- 毎年1月2日・3日は東京箱根間往復大学駅伝競走実況中継（文化放送制作）を放送するため当番組は休止となる（該当日が土曜日・日曜日の場合を除く）。7時台・8時台の一部コーナーは7:30 - 8:30の時間帯に単体番組として続けて放送される。

- 2007年元日には、同じく秋田放送で放送されている番組『ごごはWIN'S』との初の合体特番『あさからwin's! 午後まで秋田便』が放送された。

- 2019年度より年末年始（12月28日から1月5日頃までの週）は、全編放送休止。